# Cantharospermum
Cantharospermum là một chi thực vật có hoa trong họ Đậu.